# Marwa Jlassi
Marwa Jlassi, née le 25 septembre 1991, est une haltérophile tunisienne.

## Carrière
Marwa Jlassi est médaillée d'or dans la catégorie des plus de 75 kg aux championnats d'Afrique 2009 et aux championnats d'Afrique 2010.
Elle est médaillée d'argent aux championnats d'Afrique 2012 dans la catégorie des plus de 75 kg. Elle remporte ensuite la médaille de bronze à l'arraché et à l'épaulé-jeté aux Jeux méditerranéens de 2013 dans la catégorie des plus de 75 kg. Médaillée d'argent des plus de 75 kg aux championnats d'Afrique 2016 et médaillée de bronze dans la même catégorie aux Jeux de la solidarité islamique de 2017, elle remporte la médaille d'argent des plus de 90 kg aux championnats d'Afrique 2017.